# Edward A. Murphy, Jr
Edward A. Murphy, Jr., född 11 januari 1918 i Panamakanalzonen, död 17 juli 1990, var ingenjör inom det amerikanska flygvapnet och jobbade med säkerhetssystem. Han är känd för att ha formulerat Murphys lag, som uttrycker att "om något kan gå fel så kommer det att gå fel".
Murphy utbildade sig vid United States Military Academy vid West Point och examinerades 1940. Under andra världskriget tjänstgjorde han inom den amerikanska armén i Stilla havsområdet, Kina och Indien och han erhöll slutligen majors grad. Efter krigsslutet verkade Murphy vid United States Air Force Institute of Technology där han utsågs till R&D-officer vid Wright Air Development Center inom Wright-Patterson Air Force Base. Härvid blev han engagerad i olika raketexperiment, vilka ledde honom till formulerandet av Murphys lag. Det har sagts att Murphy själv var besviken över den allmänna tolkningen av hans lag, som han menade syftade till "omtänksamhet" om tekniska objekt. Murphy betraktade lagen som ett uttryck för en huvudprincip vid maskinkonstruktion där man alltid borde beakta "worst-case" scenarier. Hans son har i efterhand sagt att Murphy ogillade de många skämtsamma versioner som formulerats av hans lag.
Murphy var perfektionist och ansåg att fel kunde förebyggas genom att man kontrollerar och dubbelkontrollerar och garderar sig även mot de mest osannolika fel, se artikel i Scientific American, april 1997.
(Murphys lag ska inte förväxlas med Finagles lag , Sods lag, Spodes lag eller fysikens fjärde lag, och inte heller med Moores lag.)